# ウルーズガーン州へのヘリコプター攻撃
ウルーズガーン州へのヘリコプター攻撃（Uruzgan helicopter attack） は、2010年2月21日にアメリカ軍のヘリコプターによるアフガニスタン攻撃によってアフガニスタン人の20人以上の男性、4人の女性、1人の子供を殺害し、12人の民間人が負傷した出来事である。
アフガニスタンのウルズガン州とダイクンディ州の国境付近で、特殊作戦部隊のヘリコプターが3台のミニバスを「空中兵器」で攻撃した。

## 出来事の概要
犠牲者は2010年2月21日、ダイクンディー州との国境に近いウルズガン州で、42人の民間人の集団で白昼、3台のバスで移動していた。車列がゼルマ村の幹線道路にさしかかったとき、「空中兵器」MH-6 リトルバードヘリコプターを操縦するアメリカ陸軍特殊部隊群の攻撃を受けた。NATOは後に、当時はミニバスが反乱軍を運んでいると考えていたと述べた。この攻撃で4人の女性と1人の子どもを含む27人の民間人が死亡し、さらに12人が負傷した。当初、死者の数は33人と報告されていた。ISAFの地上部隊は、現場で女性と子どもを発見した後、負傷者を医療施設に搬送した。

## 対応

### アフガニスタン
アフガニスタンの内閣はこの殺害を「正当化できない」とし、「可能な限り強い言葉で」襲撃を非難した。地元知事と内務大臣は、犠牲者はすべて民間人であると述べた。ウルズガン州議会議長のアマヌラ・ホタクは、次のように述べた： 「我々は彼らの謝罪も、彼らが攻撃のたびに渡す金も望んでいない。私たちは、一人ずつ殺すのではなく、私たち全員を一緒に殺してほしいのです」。従兄弟が攻撃で死亡したハジ・グラム・ラスールは、「彼らは治安をもたらすためにここに来たのに、私たちの子どもたちを殺し、私たちの兄弟を殺し、私たちの仲間を殺すのです」と述べた。

### アメリカ合衆国
スタンリー・マクリスタル将軍は「非常に悲しい」と述べ、「私はアメリカ軍に対し、我々はアフガニスタンの人々を守るためにここにいると明確に伝えており、不注意で民間人を殺したり負傷させたりすることは、我々の任務に対する彼らの信頼と自信を損なうことになる。」と声明で述べた。

### オランダ
デン・ハーグのオランダ国防省報道官によれば、当地はオランダ軍の管理下にあったがオランダ軍は空爆を要請していないとしている。